# Scandale en première page
Scandale en première page (That Wonderful Urge) est un film américain de Robert B. Sinclair sorti en 1948. C'est un remake du film "Amour en première page", réalisé en 1937.

## Synopsis
Le journaliste Thomas Jefferson Tyler écrit une série d'articles peu flatteurs sous le titre de "La Vie et les Amours de Sara Farley" ("The Life and Loves of Sara Farley"). Ces articles rendent furieuse la riche héritière, victime de ces histoires.
Tyler se glisse alors dans la peau d'un journaliste de village, "Tom Thomas", afin de la charmer et de la faire parler de sa vie. Après avoir recueilli son témoignage, il écrit un tout autre article à propos d'elle.
Cependant, Sara découvre la supercherie, et annonce à la presse que les deux se sont mariés, et qu'elle a donné à son époux un million de dollars.

## Fiche technique
- Titre original : That Wonderful Urge
- Titre français : Scandale en première page
- Réalisation : Robert B. Sinclair
- Scénario : Jay Dratler, d'après une histoire Love Is News de William R. Lipman et Frederick Stephani
- Direction artistique : George W. Davis et Lyle R. Wheeler
- Décorateur de plateau : Thomas Little et Walter M. Scott
- Costumes : Oleg Cassini et Fred A. Picard
- Maquillage : Ben Nye. Dick Hamilton et Allan Snyder (non crédités)
- Photographie : Charles G. Clarke
- Montage : Louis R. Loeffler
- Musique : Cyril J. Mockridge et Alfred Newman
- Production : 
  - Producteur : Fred Kohlmar
  - Producteur exécutif : Darryl F. Zanuck (non crédité)
- Société de production et de distribution : Twentieth Century Fox Film Corporation
- Pays de production :  États-Unis
- Année : 1948
- Langue originale : anglais
- Format : noir et blanc – 35 mm – 1,37:1 – mono (Western Electric Recording)
- Genre : comédie romantique
- Durée : 82 minutes
- Dates de sortie :
  - États-Unis : 20 novembre 1948

## Distribution
- Tyrone Power : Thomas Jefferson Tyler
- Gene Tierney : Sara Farley
- Reginald Gardiner : Comte André de Guyon
- Arleen Whelan : Jessica Woods
- Lucile Watson : Cornelia Farley
- Gene Lockhart : Juge Parker
- Lloyd Gough : Duffy, rédacteur en chef
- Porter Hall : Ketchell, avocat
- Richard Gaines : Whitson
- Taylor Holmes : Rice, avocat
- Chill Wills : Homer Beggs

Acteurs non crédités :
- William Haade : Herman
- Francis Pierlot : Barret